# Balkánský jazykový svaz

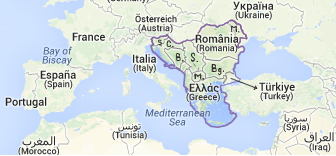
Balkánské země

Pod pojmem Balkánský jazykový svaz se rozumí skupina jazyků, která vykazuje společné rysy, byť jsou jednotlivé jazyky od sebe geneticky velmi vzdálené. Do tohoto svazu patří především albánština, makedonština, arumunština, dále také bulharština, rumunština, řečtina, turečtina a některá východní a jižní nářečí srbštiny. Jedná se o rysy, které jednotlivé jazyky přijaly buď jeden od druhého, či pod vlivem různých substrátů či latiny.
Typickými společnými znaky jsou postponovaný určitý člen (makedonsky водата "voda", arumunsky casele "domy", albánsky shtëpia "dům"), tvorba budoucího času pomocí slovesa chtít (makedonsky ќе видам "uvidím", arumunsky voi bere/va si beau "budu pít", albánsky do të jem "budu"), posesivní minulý čas (makedonsky имам видено "viděl jsem", arumunsky amu datâ "dal jsem"), absence infinitivu (makedonsky сакам да учам "chci se učit", albánsky diçka për të bërë "něco k udělání") a zdvojování zájmen u předmětu (v některých regionech s diferenčním značením předmětu, např. makedonsky ја видам (на) жената, arumunsky u vedzu (pi) muljerlju "vidím (tu) ženu").
U původně flektivních jazyků (bulharština, makedonština) došlo pod vlivem ostatních k úbytku, či zániku pádů. U jiných se sjednotil dativ s genitivem, či jiné pády. Standardní srbský jazyk má v množném čísle jeden tvar pro dativ, lokál a instrumentál.
V srbochorvatském jazykovém prostoru lze sledovat nárůst prvků typického pro tyto jazyky postupně od západu na východ. Zatímco ve standardní chorvatštině se s nimi setkat takřka nelze, u srbského jazyka se již některé objevují, většinou jako alternativa k původním tvarům; v nářečích z okolí Niše, Pirota, a Kosova již převažují prvky balkánského jazykového svazu zcela.
Standardní albánština založená na jižním (toskickém) dialektu nezná infinitiv. Severní (gegské) dialekty ho nicméně užívají, což je prvek vymykající se charakteristice balkánského jazykového svazu.